# Provinz Huari
Die Provinz Huari ist eine der 20 Provinzen, die die Verwaltungsregion Ancash in Peru bilden. In dem 2771,9 km² großen Gebiet lebten im Jahr 2017 58.714 Menschen, was einer Bevölkerungsdichte von 21 Einwohnern pro km² entspricht. Verwaltungssitz ist Huari.

## Geographische Lage
Die Provinz Huari erstreckt sich über einen Großteil des Einzugsgebietes des Río Puchca, linker Nebenfluss des  Río Marañón. Die westliche Provinzgrenze von Huari bildet ein etwa 60 km langer Abschnitt der Cordillera Blanca, ein vergletscherter Gebirgskamm der peruanischen Westkordillere. Im Osten reicht die Provinz bis zum Oberlauf des Río Marañón. Im Nordosten verläuft die Provinzgrenze entlang dem Unterlauf des Río Puchca. Die Provinz Huari grenzt im Norden an die Provinzen Asuncíon, Carlos Fermín Fitzcarrald und Antonio Raymondi. Im Westen liegen die Provinzen Carhuaz, Huaraz und Recuay, im Süden die Provinz Bolognesi. Im Südosten liegt die Provinz Huamalíes, im Nordosten die Provinz Huacaybamba, beide in der Verwaltungsregion Huánuco.

## Verwaltungsgliederung
Die Provinz Huari besteht aus 16 Distrikten (distritos). Der Distrikt Huari ist Sitz der Provinzverwaltung.
| Distrikt           | Verwaltungssitz   |
| ------------------ | ----------------- |
| Anra               | Anra              |
| Cajay              | Cajay             |
| Chavín de Huántar  | Chavín de Huántar |
| Huacachi           | Huacachi          |
| Huacchis           | Huacchis          |
| Huachis            | Huachis           |
| Huántar            | Huántar           |
| Huari              | Huari             |
| Masin              | Masin             |
| Paucas             | Paucas            |
| Pontó              | Pontó             |
| Rahuapampa         | Rahuapampa        |
| Rapayán            | Rapayán           |
| San Marcos         | San Marcos        |
| San Pedro de Chaná | Chaná             |
| Uco                | Uco               |